# Scharnstein Airport
Scharnstein Airport är en flygplats i Österrike.   Den ligger i distriktet Gmunden och förbundslandet Oberösterreich, i den centrala delen av landet, 180 km väster om huvudstaden Wien. Scharnstein Airport ligger 534 meter över havet.
Terrängen runt Scharnstein Airport är kuperad. Närmaste större samhälle är Scharnstein, 1,9 km öster om Scharnstein Airport. 
I omgivningarna runt Scharnstein Airport växer i huvudsak blandskog. Runt Scharnstein Airport är det ganska tätbefolkat, med 70 invånare per kvadratkilometer.